# Divizia 11 Bavareză germană (1916-1918)
Divizia 11 Bavareză a fost una din marile unități tactice ale Armatei Imperiale Germane, participantă la acțiunile militare de pe frontul român, în timpul Primului Război Mondial. În această perioadă, a fost comandată de generalul Paul von Kneussl. :pp. 183-184
În campania anului 1916 pe teritoriul României a luat parte la Prima bătălie de pe Valea Jiului, A doua bătălie de pe Valea Jiului, Bătălia de la Târgu Jiu, Acțiunile militare din Oltenia și Operația de pe Ageș și Neajlov. :passim